# Maurice Bembridge
Maurice Bembridge (Worksop, Inglaterra; 21 de febrero de 1945 – San Galo, Suiza; 4 de marzo de 2024) fue un golfista profesional inglés con veinte victorias en la PGA y reconocido participante del Campeonato Británico de la PGA.

## Resultados

### Tour Europeo
| No. | Fecha                | Torneo                             | Puntaje ganador       | Diferencia | Subcampeón              |
| --- | -------------------- | ---------------------------------- | --------------------- | ---------- | ----------------------- |
| 1   | 9 de junio de 1973   | Martini International              | −9 (70-68-67-74=279)  | 1 golpe    | Dai Rees, Peter Wilcock |
| 2   | 25 de mayo de 1974   | Piccadilly Medal                   | −8 (65)               | 5 golpes   | Peter Oosterhuis        |
| 3   | 21 de agosto de 1974 | Double Diamond Strokeplay          | −4 (70-66=136)        | 1 golpe    | Bob Charles             |
| 4   | 31 de agosto de 1974 | Viyella PGA Championship           | −10 (76-69-69-64=278) | 1 golpe    | Peter Oosterhuis        |
| 5   | 3 de agosto de 1975  | German Open                        | +5 (75-72-69-69=285)  | 7 golpes   | Lon Hinkle, Bob Shearer |
| 6   | 12 de agosto de 1979 | Benson & Hedges International Open | −8 (67-67-69-69=272)  | 2 golpes   | Ken Brown               |

### Circuito de Nueva Zelanda
| No. | Fecha                   | Torneo            | Puntaje ganador      | Diferencia                            | Subcampeón                            |
| --- | ----------------------- | ----------------- | -------------------- | ------------------------------------- | ------------------------------------- |
| 1   | 21 de noviembre de 1970 | Caltex Tournament | +2 (69-76-70-71=286) | Compartió el título con Terry Kendall | Compartió el título con Terry Kendall |

### Circuito Safari
| No. | Fecha               | Torneo                     | Puntaje ganador       | Diferencia | Subcampeón        |
| --- | ------------------- | -------------------------- | --------------------- | ---------- | ----------------- |
| 1   | 17 de marzo de 1979 | Benson & Hedges Kenya Open | −13 (67-65-69-70=271) | Playoff    | Bernard Gallacher |

### Otros torneos europeos
- Sumrie Better-Ball: 1969 (con Ángel Gallardo), News of the World Match Play
- Dunlop Masters: 1971

### Otros torneos africanos
- Kenya Open: 1968, 1969
- Lusaka Open: 1972

### Otros títulos
- Llandudno Assistant Professionals' Tournament: 1966
- Gor-Ray Cup: 1967
- Hesketh Assistant Professionals' Tournament, Second City Tournament: 1967[2]

### Tour Senior Europeo
| No. | Fecha               | Torneo               | Puntaje ganador    | Diferencia | Subcampeón                                                         |
| --- | ------------------- | -------------------- | ------------------ | ---------- | ------------------------------------------------------------------ |
| 1   | 9 de junio de 1996  | Hippo Jersey Seniors | −14 (68-67-67=202) | 7 golpes   | Roberto Bernardini, Alberto Croce, David Huish, Vincent Tshabalala |
| 2   | 27 de junio de 1998 | Swedish Seniors      | −4 (70-67-72=209)  | Playoff    | Jim Rhodes                                                         |

### Récord en el playoff europeo
| No. | Año  | Torneo          | Rival      | Resultado                                         |
| --- | ---- | --------------- | ---------- | ------------------------------------------------- |
| 1   | 1998 | Swedish Seniors | Jim Rhodes | Ganó con un birdie en el primer hoyo de desempate |

### Torneos Mayor
| Torneo                | 1966 | 1967 | 1968 | 1969 |
| --------------------- | ---- | ---- | ---- | ---- |
| Masters Tournament    |      |      |      |      |
| The Open Championship | CUT  | CUT  | 5    | CUT  |

| Torneo                | 1970 | 1971 | 1972 | 1973 | 1974 | 1975 | 1976 | 1977 | 1978 | 1979 |
| --------------------- | ---- | ---- | ---- | ---- | ---- | ---- | ---- | ---- | ---- | ---- |
| Masters Tournament    | T38  |      |      |      | T9   | T26  | CUT  |      |      |      |
| The Open Championship | T13  | T60  | T19  | CUT  | T44  | T16  | CUT  | T56  |      | CUT  |

| Torneo                | 1980 | 1981 | 1982 | 1983 | 1984 | 1985 | 1986 |
| --------------------- | ---- | ---- | ---- | ---- | ---- | ---- | ---- |
| Masters Tournament    |      |      |      |      |      |      |      |
| The Open Championship | CUT  | CUT  | CUT  |      | CUT  | CUT  | CUT  |

Nota: Bembridge solo participó en el Masters Tournament y en The Open Championship.

     Top 10
     No jugó
CUT = Falló el corte (3° ronda en 1969, 1980 y 1981 en The Open Championships)

"T"= Emmpate
- Fuente:[3]

## Apariciones en Equipo
- Ryder Cup (con Gran Bretaña e Irlanda): 1969 (empate), 1971, 1973, 1975
- World Cup (con Inglaterra): 1974, 1975
- Double Diamond International (con Inglaterra): 1973, 1974 (campeón), 1975
- Datsun International (con Gran Bretaña e Irlanda): 1976[4]
- Philip Morris International (con Inglaterra): 1976
- Praia d'El Rey European Cup: 1997 (campeón)